# Human Head Studios
Human Head Studios est une entreprise américaine de développement de jeu vidéo et de jeu de rôle fondée en octobre 1997 à Madison dans le Wisconsin, par six anciens développeurs de chez Raven Software: Chris Rhinehart, Paul MacArthur, Ben Gokey, Ted Halsted, Jim Sumwalt et Shane Gurno, rejoints plus tard par Tim Gerritsen, un producteur de jeu vidéo.
Le 13 novembre 2019, un jour après le lancement de leur dernier jeu Rune 2 par l'éditeur Ragnarok Game LLC, on apprenait dans la presse la liquidation sans préavis de Human Head Studios et l'arrêt de ses activités, avec effet immédiat. En pratique, l'éditeur Ragnarok se retrouvait soudain sans support ni maintenance pour Rune 2, alors qu'ils étaient contractuellement prévus. En décembre de la même année, Ragnarok introduisait une action en justice, exigeant de se faire communiquer le code source et autres composants de Rune 2 par les membres de l'ex-société Human Head Studio,.
Depuis novembre 2019, toute l'équipe de Human Head Studios travaille désormais pour Bethesda Softworks, au sein de l'entité Roundhouse Studios, créée pour l'occasion.

## Liste des jeux

### Jeux vidéo
- Rune (2000) (Mac, Linux, Windows)
  - Rune: Halls of Valhalla (2001) (Mac, Linux, Windows)
  - Rune: Viking Warlord (2001) (PlayStation 2)
- Blair Witch Volume II: The Legend of Coffin Rock (en) (2000) (Windows)
- Dead Man's Hand (video game) (en) (2004) (Windows, Xbox)
- Prey (2006) (Mac, Linux, Windows, Xbox 360)
- Prey 2 (annulé) (Windows, Xbox 360, PlayStation 3)
- The Quiet Man (video game) (en) (2018) (Playstation 4, Windows)
- Survived By (2018) (Windows)
- Rune II (2019) (Windows)

### Jeux de rôle
- Redhurst Academy of Magic (2002)
- Gothica : Dracula's Revenge (2003)
- Gothica : The Halloween Scenarios (2004) (vendu en ligne uniquement)
- Gothica : Frankenstein's Children (2005)
- Villainy - The Supervillainous Card Game (2006)
- Normal, Texas Roleplaying Game (2006)